# 米拉德·卡里米
米拉德·卡里米（1999年6月21日—），哈萨克斯坦男子竞技体操运动员，2021年伊斯兰团结运动会男子单杠银牌得主和男子团体全能铜牌得主、2023年世界竞技体操锦标赛男子自由体操铜牌得主。